# Дропкин, Стивен
Сте́фен Дро́пкин (англ. Stephen Dropkin; 15 июля 1990, Массачусетс, США) — американский кёрлингист.
Играет на позиции четвёртого. Скип своей команды.

## Достижения
- Чемпионат США по кёрлингу среди юниоров: золото (2012), серебро (2011).

## Команды
| Сезон   | Четвёртый      | Третий          | Второй         | Первый           | Запасной                                 | Турниры                         |
| ------- | -------------- | --------------- | -------------- | ---------------- | ---------------------------------------- | ------------------------------- |
| 2008—09 | Jerod Roland   | Benjamin Wilson | Стивен Дропкин | Cooper Smith     |                                          |                                 |
| 2010—11 | Стивен Дропкин | Кори Дропкин    | Томас Хауэлл   | Derek Corbett    | Cameron Ross                             | ЧСШАЮ 2011                      |
| 2011—12 | Стивен Дропкин | Кори Дропкин    | Томас Хауэлл   | Derek Corbett    | Cameron Ross тренер: Sandra McMakin      | ЧСШАЮ 2012 · ЧМЮ 2012 (5 место) |
| 2012—13 | Стивен Дропкин | Alex Leichter   | Nate Clark     | Jared Wydysh     |                                          |                                 |
| 2013—14 | Крис Плайс     | Стивен Дропкин  | Шон Бейтон     | Кори Дропкин     | Томас Хауэлл тренер: Филл Дробник        | ЗУ 2013 (5 место)               |
| 2013—14 | Стивен Дропкин | Грег Персингер  | Sean Murray    | Michael Graziano |                                          |                                 |
| 2013—14 | Питер Столт    | Brad Caldwell   | Erik Ordway    | Clayton Orvik    | Стивен Дропкин                           | ЧСША 2014 (8 место)             |
| 2014—15 | Стивен Дропкин | Блейк Мортон    | Кайл Какела    | Эван Дженсен     | Кельвин Вебер (ЗУ) тренер: Keith Dropkin | ЗУ 2015 (8 место)               |
| 2015—16 | Стивен Дропкин | Ethan Meyers    | Trevor Host    | Brandon Myhre    |                                          |                                 |
| 2016—17 | Стивен Дропкин | Ethan Meyers    | Trevor Host    | Brandon Myhre    | Кайл Какела                              | ЧСША 2017 (10 место)            |
| 2019—20 | Доминик Мерки  | Стивен Дропкин  | Shawn Banyai   | Erik Quistgaard  | Джейсон Смит                             | ЧСША 2020 (4 место)             |

(скипы выделены полужирным шрифтом; см. также )

## Частная жизнь
Брат Стивена, Кори Дропкин — также кёрлингист; они вместе выступали в составе сборной США на зимней Универсиаде 2013.
Стивен начал заниматься кёрлингом в 1996, в возрасте 6 лет.